# 伦克尔
伦克尔（德語：Runkel，發音：[ˈʁʊŋkl̩] ⓘ）是德国黑森州吉森行政区林堡-魏尔堡县的城市，面积43.71平方千米，2023年12月31日人口为9,518人。